# Schizogomphodesmus longispina
Schizogomphodesmus longispina är en mångfotingart som beskrevs av Broelemann 1920. Schizogomphodesmus longispina ingår i släktet Schizogomphodesmus och familjen Gomphodesmidae. Inga underarter finns listade i Catalogue of Life.